# Google新聞檔案
Google新聞檔案是Google新聞的一個功能擴展，它免費提供部分早期的報紙掃描檔案，以及可連結至其他提供報紙檔案的網站，但有些瀏覽全文時則必須付費。2006年9月5日，正式發布這項消息與服務。
有一些新聞檔案最早可回溯200年以前，例如1751年加拿大的第一份報紙《哈利法克斯公報》（Halifax Gazette）。另外，它還提供時間表顯示可供瀏覽的部分，並且讓使用者可以很快地選擇某年某月的新聞。
最初該服務是推出相關網頁的簡易索引，而該項服務的擴展是於2008年9月8日發布，當時Google新聞才開始提供掃描報紙的索引內容。時間表上報導範圍的豐富度也多樣化起來。
自2008年起，《紐約時報》的新聞最早可搜索至1851年創報的時候，並提供PDF的全文瀏覽。但20世紀絕大多數的新聞仍必須付費才能瀏覽，或者透過各學術單位訂購資料庫，例如ProQuest。

## 外部連結
- 官方网站
- Google新聞檔案搜索（Google News Archive Search）（页面存档备份，存于）
- Newspapercat: a catalog of digitized historic newspapers （页面存档备份，存于）